# Ласиговци
Ласиговци (на словенски: Lasigovci) е село в Словения, Подравски регион, община Дорнава. Според Националната статистическа служба на Република Словения през 2002 г. селото има 90 жители.